# Рында (бронепалубный корвет)
«Ры́нда» — бронепалубный корвет Российского императорского флота, второй в серии из двух кораблей (тип «Витязь»). Один из первых русских кораблей со стальным корпусом.

## Строительство

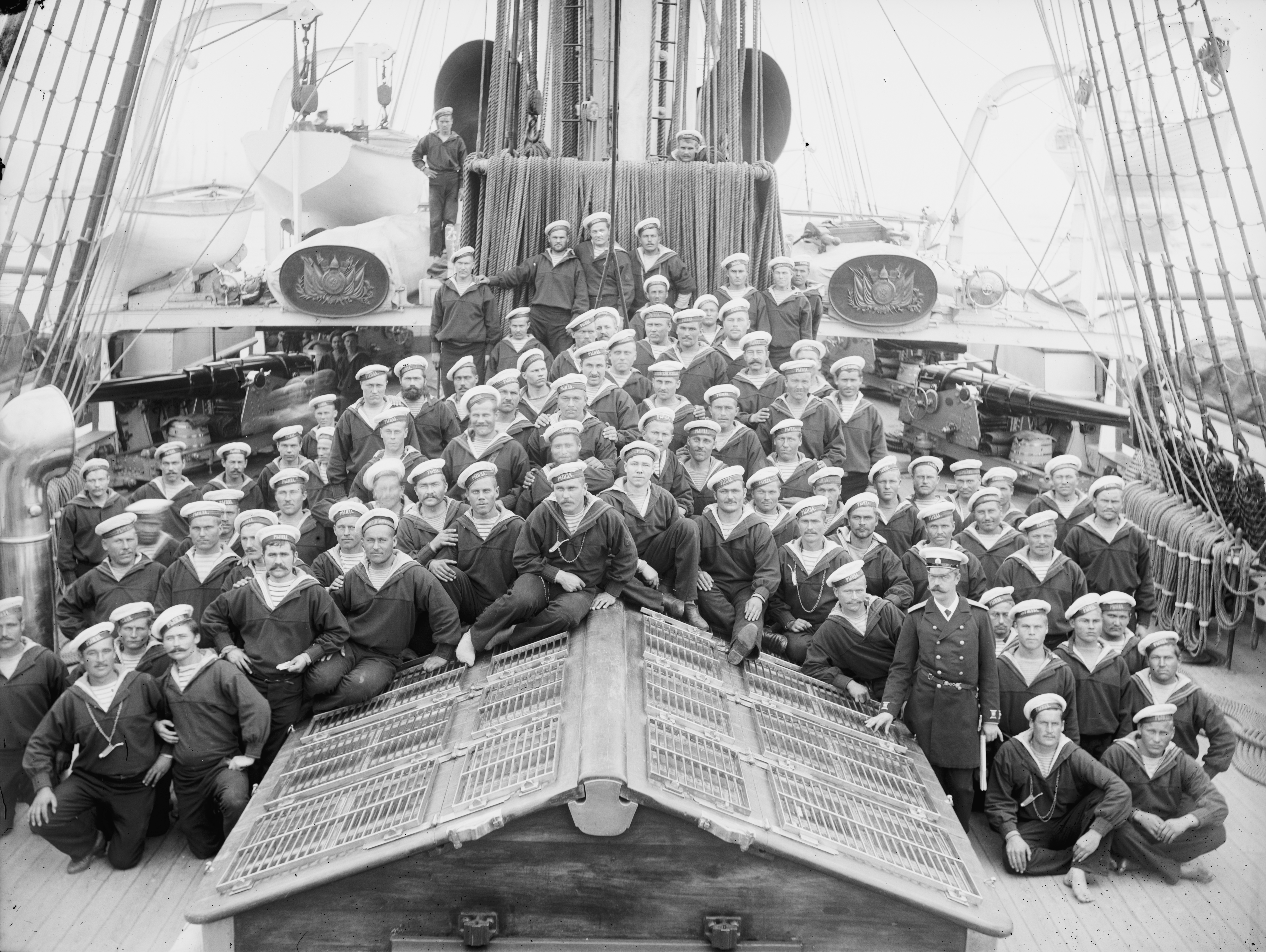
Экипаж

В конце XIX века русское морское ведомство вложило почти все средства в строительство броненосных крейсеров. Первыми бронепалубными крейсерами, сошедшими с отечественных стапелей, были два однотипных корвета: «Витязь» и «Рында». Техническое задание на строительство этих кораблей было составлено под влиянием взглядов И. А. Шестакова, который возглавил морское министерство в 1882 году. В Морской технический комитет поступили проекты отставного капитана 1-го ранга Л. П. Семечкина и французского инженера П. К. Дю Бюи, представителя Общества Франко-Русского завода. Одобрение получил последний.
Контракт на постройку двух корветов был заключён 24 июня 1883 года. Наблюдающим за строительством был назначен корабельный инженер капитан Леонтьев. Корвет «Рында» был заложен 16 августа 1883 года на Галерном островке в Санкт-Петербурге, на верфи Общества Франко-русских заводов. Постройка была начата 13 октября.
Уже в ходе постройки И. А. Шестаков потребовал дополнительно перекрыть машинное и котельное отделения стальной палубой толщиной 1—2 дюйма (около 2,5—5 см). 10 декабря 1883 года на эту работу был заключён дополнительный контракт. Для компенсации увеличения массы корпуса пришлось уменьшить запасы угля и расчётную дальность плавания. Переделки проекта продолжались, несколько раз переделывалось расположение внутренних помещений, количество и калибр орудий. Чтобы уменьшить перегрузку, вместо деревянных мачт впервые в русском флоте на корветах были установлены стальные.
Капитан корвета «Витязь» С. О. Макаров так отзывался о ходовых качествах своего корабля (характеристика вполне приложима и к «Рынде»):
Ход неважный. На одном рейсе — с натяжкой 14,6 узлов при попутном течении. В среднем — 13,7 уз., 2750 сил, а надо 3000 сил. Какая жалкая индикаторная сила и скорость для небронированного судна — 3000 т.

## История службы
- 1886—1889 — первый поход в Атлантику и на Тихий океан.
- 1888 — заход в Сидней для празднования 100-летия образования английской колонии в Австралии.

Корветом командовал капитан 1-го ранга Авелан. В составе офицеров были мичманы Великий князь Александр Михайлович и граф М. А. Апраксин, лейтенанты князь М. С. Путятин и граф Н. М. Толстой.
- 1892—1896 — второй поход в Атлантику и на Тихий океан.
- Октябрь 1893 — в составе эскадры посещает Тулон[1].
- 24 марта 1906 — переклассифицирован в учебное судно.
- С 4 марта 1906 по 3 сентября 1907 года учебным судном «Рында» командовал капитан-лейтенант Иванов.
- 1907—1910 — корветом командовал капитан 1-го ранга Хоменко.
- 8 мая 1917 — переименован в «Освободитель».
- Май 1918 — передан в порт на хранение.
- 12 мая 1922 — исключён из списков и сдан на слом.